# Abra kinoshitai
Abra kinoshitai is een tweekleppigensoort uit de familie van de Semelidae. De wetenschappelijke naam van de soort werd in 1958 gepubliceerd door Kuroda & Habe in Habe.